# Gonomyia piscator
Gonomyia piscator là một loài ruồi trong họ Limoniidae. Chúng phân bố ở miền Australasia.